# Клан Отомо
Клан Отомо (јап. 大友氏), јапанска феудална породица из периода Камакура. Муромачи и Азучи-Момојама, која је у периоду од средине 14. до краја 16. века владала северним делом острва Кјушу. Били су једна од првих великашких породица уЈапану које су примиле хришћанство. Најистакнутији члан ове породице, Отомо Сорин (1530-1587) проширио је породичне поседе у провинцији Бунго на суседне провинције. Отомо Сорин је 1578. формално примио хришћанство, а 1582. послао је делегацију папи. Међутим, његове снаге страховито су потучене од клана Рјузоџи у бици код Имајаме (1570)  и клана Шимазу у бици код Мимигаве (1578).
Године 1586, притешњени од својих нових ривала, клана Шимазу, позвали су у помоћ Тојотоми Хидејошија, што је покренуло Хидејошијев поход на Кјушу (1587). После Хидејошијевог освајања добили су у посед провинцију Бунго, која им је одузета 1593, након чега је клан распуштен.

## Период Камакура
Током већег дела средњег века у Јапану, још од успостављања Камакура режима крајем 12. века, северни Кјушу, који је обухватао шест од девет провинција Кјушуа, био је сфера утицаја две велике шуго породице, Шони из Чикузена, који су држали северозападни део острва, и Отомо из Бунгоа, који су владали североисточним провинцијама.

## Период Сенгоку

### Борба са кланом Оучи
Након слабљења централне власти у Јапану после Онинског рата (1467-1477), у касном петнаестом веку, међутим, ове две традиционалне силе нашле су се под немилосрдним притиском породице Оучи из Јамагучија у провинцији Суо преко мореуза Шимоносеки на Хоншуу. Тај притисак је изазвао колапс средњовековне структуре моћи на северном Кјушуу.
Породица Шони уништена је до 1536, када је Оучи Јошитака (1507-51) је успео да уништи Шони Сукемота пошто је примамио на своју страну његовог главног вазала и најактивнијег генерала, Рјузоџи Иеканеа (умро 1546). Оучи, међутим, нису дуго уживали у плодовима ове победе. Уместо тога, били су њихови ривали, Отомо, којима је елиминација Шонија донела трајније користи. На дуге стазе, међутим, нестанак Шонија са сцене на којој су вековима играли тако истакнуту улогу био је значајан углавном као фактор који је дозволио њиховим бившим вазалима, клану Рјузоџи, да изграде моћни нови Сенгоку домен.
Од 1436, Оучи Јошитака је контролисао већину Чикузена и Бузен као и делове Хизена и Чикуга. Међутим, чак и након што је победио Шоније, Јошитака је и даље морао да се суочи са проблемом Отомоа, који никада неће пристати на превласт породице Оучи над северним Кјушуом. Традиционални непријатељи од 1430-их, две велике даимјо куће опрезно су гледале једна другу. Напетост дуж граница поседа Оучи и Отомо домена у Чикузену, Бузену и Чикугу никада није попустила јер су опортунистички ситни барони ових провинција, увек у потрази за бољом приликом, пребацивали своју оданост са једне на другу страну. Било је сталних локалних окршаја.
Године 1533, ова уобичајено пренапрегнута политичка ситуација се погоршала када је Отомо Јошијаки (1502-50) успео да обезбеди именовање свог трогодишњег сина Шиобошимаруа (касније познатог као Јошишиге, Сорин и Франциско; 1530-87) за шугоа Бузена од стране Ашикага шогуната. Следеће године, Оучи Јошитака је одговорио на овај очигледан изазов својој доминацији над Бузеном тако што је послао инвазионе снаге у Бунго. Отомо је зауставио ову инвазију, а слаб мир је поново успостављен 1535. уз посредовање шогуна Ашикага Јошихаруа (1511-50, владао 1522-47) под условом да Оучи врате одређене спорне територије у Чикузену Отомо Јошиакију. Али овај споразум није могао да задржи два ривала дуго времена, и до 1543. Јошијаки се жалио да Оучи нису вратили клану Отоми њихова права у лучком граду Хаката. За сада, међутим, примирје је ослободило обе стране да скрену пажњу у потенцијално профитабилнијим правцима.

### Ширење на провинцију Хиго
Оучи Јошитака је искористио предах да докрајчи Шони Сукемотоа (1536). Отомо Јошијаки је кренуо против свог млађег брата Кикучи Јошитакеа (раније познатог као Отомо Шигехару, умро 1554) који је преузео ово ново име након што га је Јошијаки поставио као фиктивног наследника друге традицијом богате, али изумрле породице шугоа, клана Кикучи из Хигоа. Далеко од тога да буде попустљива марионета Отома, Кикучи Јошитаке определио се за Оучија и заратио против Јошијакија. Али Јошитаке није могао да се мери са својим старијим братом, који га је потиснуо да би уграбио његову територију. До 1543, Отомо Јошијаки је имао довољно власти над Хигом да његово именовање за шугоа у тој провинцији буде признање његовог стварног статуса.
Бунго и Хиго су били темељи регионалног развоја хегемоније клана Отомо. Ово растуће царство било је озбиљно поремећено 1550. побуном у којој је убијен Отомо Јошијаки након што је запретио да ће разбаштинити свог најстаријег сина Јошишигеа. Након ове озлоглашене афере, Отомо Јошишиге (1530-1587), познатији у историји као Отомо Сорин, постао је глава породице Отомо.

### Рат са кланом Мори
Отомо Сорин каријеру је започео као господар над двема провинцијама. У бурном току свог живота, доживео је да види како се царство Отомо шири на укупно седам провинција, а затим се поново смањује све док не остане једва мали део Бунга. Отомо Сорин је 30. септембра 1551. успео да свргне Оучи Јошитаку (који је извршио самоубиство)  подстакавши побуну његових главних вазала коју је предводио Суе Такафуса (1521-55, познат као Суе Харуката од 1552) и постави за вођу клана Оучи свог млађег брата Отомо Харухидеа (умро 1557), који је био познат као Оучи Јошинага од 1553.  Али побуна је уздрмала кнежевину Оучи до темеља, а нови режим је пао за мање од шест година. Рубне провинције су се отцепиле. Посед који су Суе Харуката и Оучи Јошинага добили узурпацијом није се могао, на дуже стазе, одбранити од одлучних напада њиховог номиналног вазала, агресивног Сенгоку даимјоа Мори Мотонарија (1497-1571) из провинције Аки, који је коначно уништио Јошинагу у пролеће 1557. године (битка за замак Моџи).

### Везе са Португалцима и хришћанским мисионарима
Први португалски брод је посетио Бунго још 1544. или 1545. године, у данима Сориновог оца Јошијакија, и португалски трговци су успоставили малу трговачку постају у Фунају, где је даимјо обично боравио; трговац Диого Ваз де Арагао је ту остао скоро пет година, од 1546. до 1551. За новог даимјоа Отомо Јошишигеа, долазак трговачког брода Дуарте да Гама и резултирајућа посета мисионара Фрање Ксавијера у јесен 1551. били су срећни спој, који му је понудио прилику да потврди везу између његове куће и Португалаца. Када је да Гама отпловио за Индију - са Ксавијером на броду - Сорин се побринуо да пошаље амбасадора португалском гувернеру у Гои, као и писмо и поклоне упућене самом краљу Португала.
Однос који је успостављен на овај начин показао се плодоносним и за даимјоа из Бунга и за хришћанску мисију коју је спонзорисао Португал. Истина је да су португалски бродови само четири или пет пута свраћали у Бунго у деценији од 1551. године и након тога су њихове посете тамо потпуно престале. На основу писама језуитског мисионара Алесандра Валињана, међутим, познато је да је Сорин наставио, уз посредовање језуитске мисије у Јапану, да стиче „многе предности и велику добит од бродова Португалаца“, где год да су се усидрили. Такође треба напоменути да је Отомо више пута писао португалској бази у Макау тражећи оружје и муницију. Претерана уверавања о Сориновој „гостољубивости, почасти и наклоности“ према „стварима Божјим“ и „хришћанима који су у мом краљевству“ прате ове захтеве за оружјем. Такође је познато да је Отомо Сорин био једини јапански великаш тог времена који је добијао оружје од Португалаца - зна се да је добио три велика топа, дотле невиђена у Јапану, па чак и помоћ португалских бродова током битке за замак Моџи (1561).
Отомо Јошишиге је, међутим, одбио да се покори језуитима да би обезбедио профитабилне контакте са Португалцима. Што се тиче Сорина, он је прихватио крштење тек 1578. после двадесет седам дугих година погађања са мисионарима. Али у међувремену је заштитио њихов јапански подухват.
Под његовим покровитељством, језуити су 1555. основали сиротиште у Фунају, једном од два главна града Бунга. Болница коју је водио Ирмао Луис де Алмеида, који је био вешт лекар, основана је у истом граду 1557. године. 1556, када се Космо де Торес преселио тамо из ратом разореног Јамагучија и када су му се придружила још два свештеника и два постуланта, Фунаи је постао седиште хришћанске мисије у Јапану. Сорин је населио језуите у „куће од кедровог дрвета, које су биле међу најбољима у земљи“ и чак им обећао бенефиције од пет стотина дуката годишње, иако их није исплатио.
Наравно, његово залагање за хришћанску ствар имало је највећи одјек у северном Кјушуу, области којом је доминирао током жестоког рата који је водио против Мори Мотонарија током већег дела 1560-их. Али Соринова реч у име језуита чула се чак до Кјота, где је имао корисне везе на двору шогуна.

### Врхунац моћи
Крајем 1560-их, северни Кјушу је био поприште колосалног сукоба, пошто су се војске Отомо Сорина више пута сукобљавале са снагама Морија Мотонарија, који није само преузео територије пропале породице Оучи у западном Хоншуу. већ је такође наследио амбиције те породице на острву Кјушу. У јесен 1569. године, снаге Морија су морале да буду повучене са тог острва када је њихова матична база у Хоншуу била угрожена поновним оживљавањем потомака њихових поражених непријатеља, кућа Оучи и Амако. Мотонаријеви савезници у Кјушуу су капитулирали пред Сорином, који је преузео контролу над провинцијама Бузен и Чикузен, и чинило се да је цео северни Кјушу био у власти Отома. Али Сорин није успео да савлада лукавог и издржљивог непријатеља, Рјузоџи Таканобуа. Инвазионе снаге које је послао 1570. да истерају Рјузоџија из његове тврђаве Сага у североисточном Хизену одбио је Таканобуов капетан Набешима Наошиге (1538-1618) у бици код Имајаме.
Не само да је Сориново напредовање у Хизен заустављено неуспехом ове експедиције, већ је Таканобу такође био ослобођен својом победом да усмери своју пажњу на области које су лежале западно од његове територије. Покоравајући или застрашујући великаше попут Гото Такаакире, Мацуура Таканобуа и Арима Харунобуа (1567-1612), Рјузоџи је током 1570-их дошао да доминације над Хизеном.

### Рат са кланом Шимазу
Почетком 1578. године на југоисточном крилу клана Отомо развила се нова озбиљна стратешка претња. Ова претња је била успон куће Шимазу, коју су читав век мучили немири међу сопственим рођацима, номиналним вазалима и непокорном властелом (кокуђинима) Сацуме и Осумија. До средине 1570-их, Шимазу су успели да подвргну бароне те две провинције верности. Под вођством обновитеља власти своје куће, Шимазу Јошихисе (1533—1611, владао 1566-1687 као даимјо), они су тада кренули у амбициозни програм експанзије који је требало да трансформише читав политички систем Кјушуа.
Прва спољна мета Шимазуа био је њихов стари непријатељ, породица Ито из провинције Хјуга, која је стекла превласт у тој провинцији током њихове слабости. До јануара 1578, војске Шимазу Јошихисе и његовог брата Шимазу Јошихира (1535-1619) су убедљиво победиле вазале Итоа, приморавши младог старешину те куће, Ито Јошикату (1567-98), да побегне из Хјуге и затражи помоћ од његових рођака по мајци, клана Отомо. Сорин се повукао као даимјо 1576. године, преневши власт над својим великим доменом на свог најстаријег сина Отомо Јошимунеа (1558-1605) и примио је хришћанство у августу 1578, наредивши потом масовно спаљивање будистичких и шинтоистичких храмова на својим поседима. Али Отомо су били више него вољни да помогну Иту. Одговарајући изазову Шимазуа, одлучили су се на масивну интервенцију. Као нови даимјо жељан да се докаже, Јошимуне је у касно пролеће 1578. послао у Хјугу војску процењену на четрдесет или шездесет хиљада људи. Међутим, ова огромна, али разједињена и недисциплинована војска задржана је од снага клана Шимазу под зидинама замка Такаџо, а затим намамљена у заседу и уништена у бици код Мимигаве (10. децембра 1578).
После пораза већина локалне властеле у провинцијама Чикузен, Чикуго и Хиго потражила је заштиту победничког клана Шимазу или клана Рјузоџи, који је такође био у успону. Територија клана Отомо нагло се смањила, али ипак је преживео пораз код Мимигаве. Примирје између клана Отомо и клана Шимазу потписано је 1580. посредовањем Ода Нобунаге. Парадоксално, пораз клана Отомо код Мимигаве највише је искористио Рјузоџи Таканобу, њихов западни сусед, да се прошири на провинцију Хизен. До 1581. учврстио се у тој провинцији, чиме је непосредно угрозио клан Шимазу у провинцији Сацума и тиме за неко време одвратио њихову пажњу од клана Отомо.

### Пад провинције Бунго
После слома клана Рјузоџи у бици код Окита Навате (1584), Отомо Јошимуне покушао је заузме провинцију Чикуго, али ова слабо организована кампања (од јесени 1584. до јесени 1585) није донела никакве резултате, изузев што је дала повод за обнову рата са кланом Шимазу, који је био на врхунцу моћи. До пролећа 1586. поседи клана Отомо спали су само на провинцију Бунго, која је била осиромашена, а преостали вазали били су самовољни, несложни и деморалисани. Разједињеност је додатно појачало ширење хришћанства под заштитом владајуће породице; од 1584. до јесени 1586. чак 20.000 становника примило је хришћанство, што је озлоједило многе будистичке великаше. У очајању, Отомо Сорин се у пролеће 1586. обратио за помоћ регенту Тојотоми Хидејошију, који је до тог тренутка ујединио више од 40 јапанских провинција. Хидејоши је у својству царског регента послао наређење клану Шимазу да сместа прекине рат или сноси последице, нашта је клан Шимазу 15. августа 1586. наредио општу мобилизацију. 
Офанзива клана Шимазу на провинцију Бунго почела је 1. децембра 1586. Међутим, шпијуни клана Шимазу су већ годину дана раније почели да придобијају на своју страну поједине вазале клана Отомо, који нису били под директном контролом вође клана и повезани системом узимања талаца, као у већини кланова доба Сенгоку, већ су чинили лабаву коалицију великаша. Када је напад почео, читав јужни фронт клана Отомо одједном је попустио, пошто је већина вазала листом пришла нападачу. Шимазу Ијехиса ушао је у Бунго из провинције Хјуга са свега 3.500 људи, али се његова војска успут повећавала приливом трупа издајника, док је Шимазу Јошихиро предводио напад са запада, из провинције Хизен. Расуло клана Отомо показало је застарелост њиховог система управе, засноване на лабавом савезу вазала, као у средњем веку. Отпор је пружен на само три места - кастелан замка Тогамуре, Саики Коресада, бранио је источни Бунго, бивши даимјо Отомо Сорин бранио је замак Усуки на обали мора уз помоћ два топа од 97 мм добијена од Португалаца у срећнија времена (и пророчки названа Уништитељи Провинција), док је хришћански самурај Пауло Шига (Шига Таро Чикацугу, кастелан замка Ока), ометао нападаче герилским препадима.
Владајући даимјо, Отомо Јошимуне, изашао је на бојиште само једном. У јануару 1587, заједно са помоћном војском коју је добио од Тојотоми Хидејошија, покушао је да разбије опсаду замка Цуруга (Тошимису), који је био последња препрека освајачу на путу за Фунај, престоницу Бунга, али је страховито потучен у бици на реци Хецуги (сада Оно). После овог пораза, Отомо Јошимуне напустио је Фунај и побегао у Бузен, препустивши Бунго непријатељу.

### Хидејошијева инвазија Кјушуа
За то време, главнина Хидејошијеве војске, око 200.000 људи из 37 провинција, која је ишла у помоћ клану Отомо, тек се окупљала. На вести о њеном приближавању, Шимазу Јошихиро напустио је Фунај 22. априла 1587. и повукао се на југ, а два дана касније снаге клана Шимазу напустиле су Бунго и повукле су се у Хјугу и Хизен, повлачећи се путем којим су дошле. Хидејоши је прешао на Кјушу 5. маја и напредујући западном обалом острва, за мање од месец дана стигао је у провинцију Сацума, не наилазећи успут на отпор пошто му се придружила већина локалних мањих феудалаца - Арима Харунобу, Рјузоџи Масаје, Мацуура Таканобу. Војска његовог полубрата Хашиба Хиденаге, која је напредовала источном обалом, наишла је на отпор код замка Такаџо у провинцији Хјуга, где је главнина војске клана Шимазу уништена у бици 24. маја 1587. Ова битка је одлучила кампању.  Дана 13. јуна 1587, сам Шимазу Јошихиса предао се Хидејошију.
После победе над кланом Шимазу, у јулу 1587. Тојотоми Хидејоши потпуно је преуредио границе феудалних поседа на острву Кјушу. Главна породица северног Кјушуа, кућа Отомо - за чије је добро, наводно, Хидејоши интервенисао на острву - морала је да се задовољи смањеним поседом: изгубивши било које традиционално право које је имао на друге провинције, Отомо Јошимуне је потврђен само као даимјо провинције Бунго. Ово је још увек био значајан домен (процењен, према новом систему кокудака, на 378.000 кокуа), али је био далеко од „царства са седам провинција“ које је Отомо Сорин некада сакупио. Да им је Сорин и даље био глава, Хидејоши би можда био великодушнији према клану Отоми, али  „Краљ Франциско од Бунга“ је умро 29. јуна 1587, наводно након што је одбио Хидејошијеву понуду провинције Хјуга као апанаже.

### Пад клана Отомо
Због кукавичког држања Отомо Јошимунеа током прве јапанске инвазије Кореје (1592), када је игнорисао позив у помоћ од Прве дивизије Кониши Јукинаге после пада Пјонгјанга, Тојотоми Хидејоши је 1593. конфисковао поседе клана Отомо, који је тако престао да постоји.

### Истакнуте личности
- Отомо Сорин
- Отомо Јошимуне

### Важније битке
- Битка за замак Моџи (1557−1561)[2]

- Битка код Имајаме (1570)
- Битка код Мимигаве (1578)
- Битка на реци Хецуги (1587)